# Бегемот та сонце
«Бегемот та сонце» — анімаційний фільм 1972 року Творчого об'єднання художньої мультиплікації студії Київнаукфільм, режисер — Леонід Зарубін.

## Сюжет
Мультфільм-казка про те, як бегемот спіймав сонце і вирішив поділитися ним з іншими звірятами.

## Над мультфільмом працювали
- Автор сценарію: Михайло Рибалко
- Режисер: Леонід Зарубін
- Художник-постановник: Юрій Скирда
- Композитор: Борис Буєвський
- Оператор: Світлана Нові
- Звукорежисер: Ігор Погон
- Ляльководи-мультиплікатори: Елеонора Лисицька, Жан Таран, А. Трифонов
- Ляльки та декорації виготовили: Яків Горбаченко, І. Кутьїн, Анатолій Радченко, В. Яковенко
- Асистенти: Н. Горбунова, В. Калістратов, А. Кислій, Н. Слуцька
- Редактор: Світлана Куценко
- Директор картини: Марина Гладкова